# 加爾維斯頓號輕巡洋艦
加尔维斯顿号轻巡洋舰 （英語：USS Galveston, CL-93/CLG-3）是美国海军的一艘克里夫蘭級輕巡洋艦，以德克萨斯州城市加爾維斯敦命名。后被改装成加尔维斯顿级导弹巡洋舰首舰，为美国海军第一艘携带黄铜骑士飛彈（1963年后使用编号RIM-8）的舰艇。

## 建造
1944年2月20日在费城的克雷普造船厂动工开建，1945年4月22日下水，舷号CL-93。1946年6月24日，当该舰已接近完工时，建造工作被搁置，该舰被分配到大西洋后备舰队的费城编队。
根据美国海军1956财年造船和改装计划，该舰从后备舰队转移到费城海军船坞，进行升级改装。1956年，其被重新分类为CLG-93，1957年，舷号更改为CLG-3。
该舰于1958年5月28日在费城入役，成为美国海军首艘携带黄铜骑士飛彈的舰艇。

## 服役历史
1958年6月30日，该舰离开费城，前往诺福克进行测试。1959年1月16日，抵达波多黎各圣胡安，在西印度群岛水域进行海试。1959年2月24日，该舰成功试射了黄铜骑士飛彈，为该导弹有史以来首次从海上发射。该导弹全重近3000磅，为超音速地对空导弹，射程超过65英里，可携带常规弹头或者核弹头。同年7月，该舰在诺福克的弗吉尼亚海角进行了验收测试。该舰随后在古巴附近海域进行了训练巡航，并在和美国空军的对抗演练中其测试了其雷达和通信系统。
1961年1月6日，海军武器局对其防空导弹系统进行了一系列的技术评估。
1962年7月23日，该舰从费城启航，通过巴拿马运河前往加州圣迭戈。同年8月24日，加入美国海军太平洋舰队，作为第9巡洋舰-驱逐舰分队旗舰。
1963年10月，该舰驶往西太平洋。之后的6个月里，其参加了第七舰队在日本、台湾和冲绳附近海域的行动。1964年4月返回圣迭戈，并在同年10月开始进行为期4个月的大修。
1965年6月，该舰再次前往西太平洋。6月21日抵达菲律宾苏比克湾，然后前往南海加入第七舰队。在接下来的5个月里，其在泰国湾到东京湾的海域进行巡航，并为美军在越南战争中的行动提供支持。其为美军的搜索与歼灭行动提供了炮火支援，为第七舰队航母提供防空保护，并在北部湾进行搜救任务。同年12月，该舰返回圣迭戈。
1966年下半年，该舰进行了现代化的大修。1967年初，该舰前往大西洋，加入在地中海的第六舰队。同年9月，返回太平洋并在之后再次加入第七舰队，并再次在越南执行任务。1969年1月返回美国本土。1969年5月-10月间，前往地中海执行任务。该舰最终于1970年5月退役。1975年报废出售。

## 流行文化
- 在1986年上映的美国电影《壮志凌云》中，曾出现过一件标有“Far East Cruise 63-4, USS Galveston”徽章的飞行夹克，意即“1963-1964年间，加尔维斯顿号远东巡航”。[7][8]

## 图片集

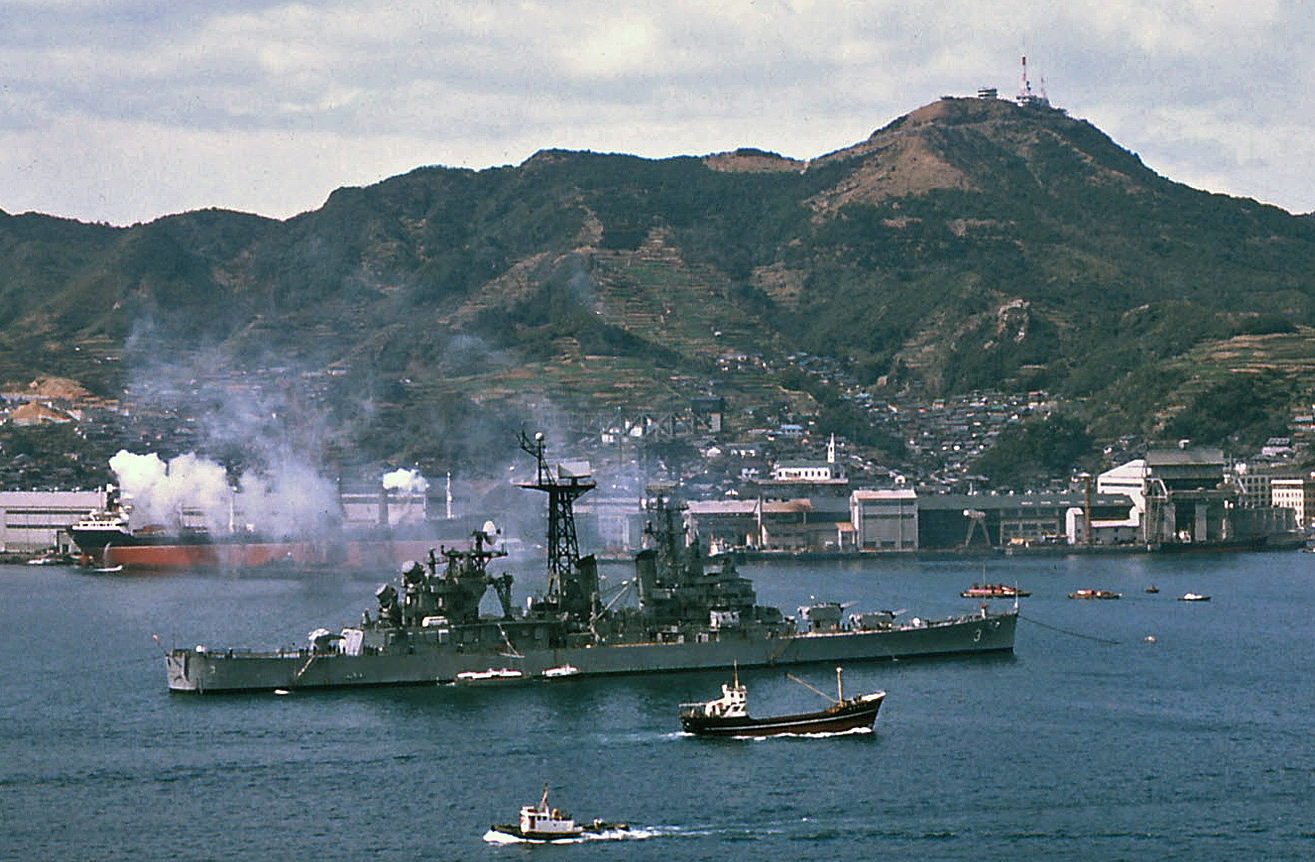
1964年在长崎市
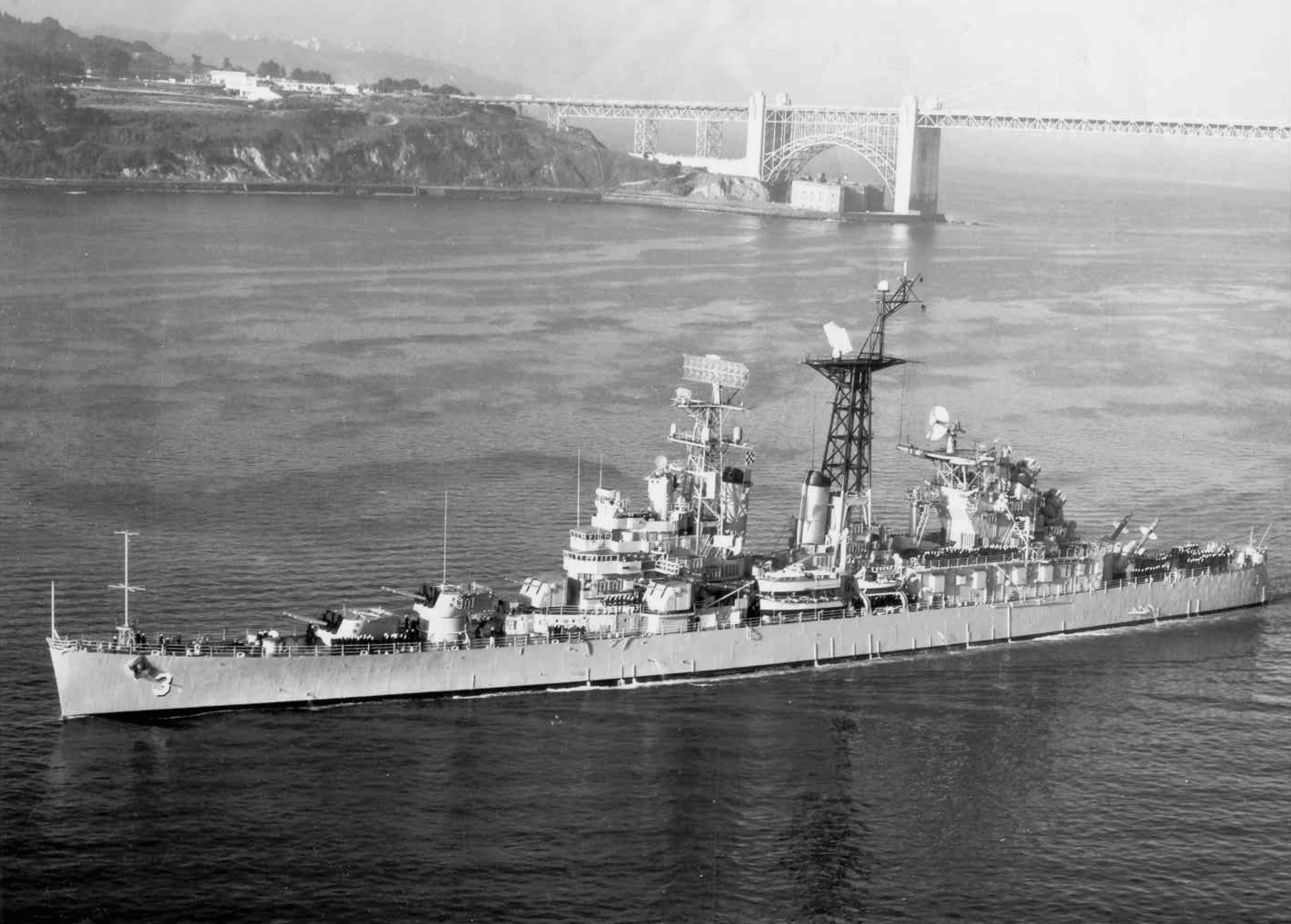
1965年在旧金山
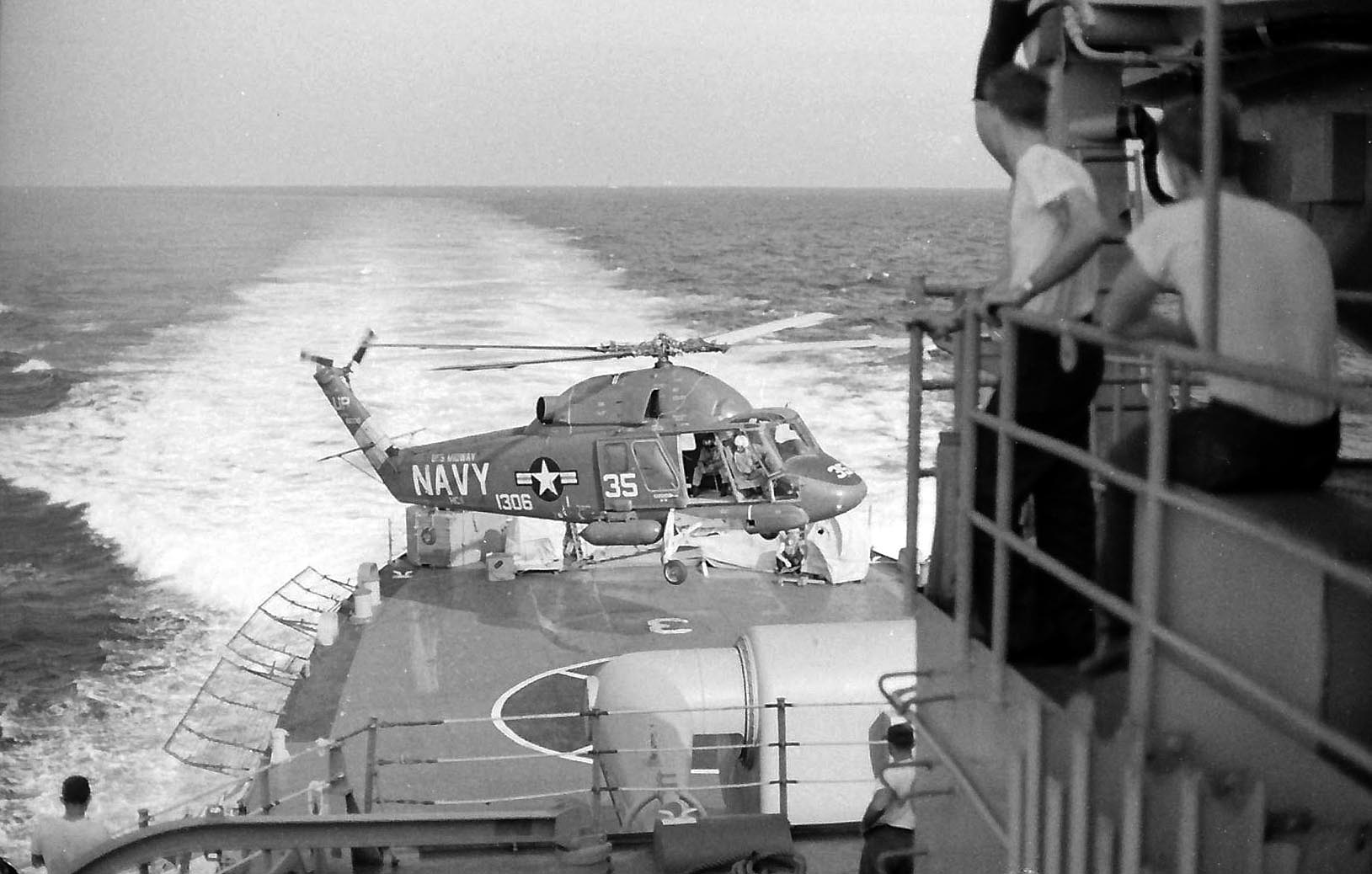
SH-2海妖直昇機在舰尾着陆
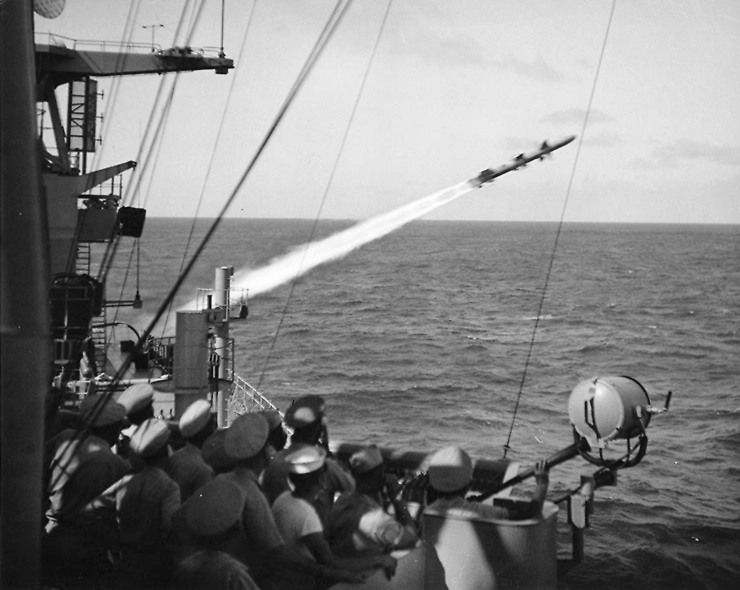
发射RIM-8飛彈
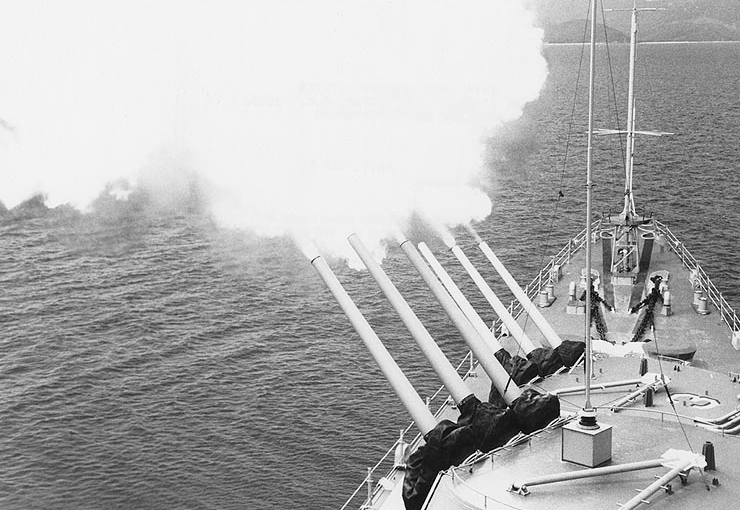
越南战争中舰炮开火